# Campeonato Mundial de Boxeo Aficionado de 1999
El X Campeonato Mundial de Boxeo Aficionado se celebró en Houston (Estados Unidos) entre el 15 y el 29 de agosto de 1999 bajo la organización de la Asociación Internacional de Boxeo (AIBA) y la Federación Estadounidense de Boxeo.
Las competiciones se realizaron en la Arena del Centro de Conferencias George R. Brown de la ciudad texana.

## Medallistas
| Evento                | Oro                                 | Plata                             | Bronce                                                   |
| --------------------- | ----------------------------------- | --------------------------------- | -------------------------------------------------------- |
| Minimosca (48 kg)     | Brian Viloria Estados Unidos        | Maikro Romero · Cuba              | Alexan Nalbandian · Rusia Suban Punnon · Tailandia       |
| Mosca (51 kg)         | Bolat Zhumadilov · Kazajistán       | Omar Narváez Argentina            | Waldemar Cucereanu · Rumania Andrzej Rżany · Polonia     |
| Gallo (54 kg)         | George Olteanu · Rumania            | Kamil Dzhamalutdinov · Rusia      | Benoit Gaudet · Canadá Zajid Mejtiyev · Bielorrusia      |
| Pluma (57 kg)         | Ricardo Juárez Estados Unidos       | Toʻlqinboy Turgʻunov Uzbekistán   | Ovidiu Bobîrnat · Rumania Ramaz Paliani · Turquía        |
| Ligero (60 kg)        | Mario Kindelán · Cuba               | Alexei Stepanov · Rusia           | Gheorghe Lungu · Rumania Dimitar Shtilianov · Bulgaria   |
| Superligero (63,5 kg) | Muhammadqodir Abdullayev Uzbekistán | Willy Blain Francia               | Ali Ahraoui · Alemania Lukáš Konečný · República Checa   |
| Wélter (67 kg)        | Juan Hernández Sierra · Cuba        | Timur Gaidalov · Rusia            | Leonard Bundu · Italia Lucian Bute · Rumania             |
| Semimedio (71 kg)     | Marian Simion · Rumania             | Jorge Gutiérrez · Cuba            | Yermajan Ibraimov · Kazajistán Frédéric Esther · Francia |
| Medio (75 kg)         | Oʻtkirbek Haydarov Uzbekistán       | Adrian Diaconu · Rumania          | Yevgueni Kazantsev · Rusia Akın Kuloğlu · Turquía        |
| Semipesado (81 kg)    | Michael Simms Estados Unidos        | John Dovi Francia                 | Əli İsmayılov · Azerbaiyán Olexi Trofimov · Ucrania      |
| Pesado (91 kg)        | Michael Bennett Estados Unidos      | Félix Savón · Cuba                | Kevin Evans · Gales Steffen Kretschmann · Alemania       |
| Superpesado (+91 kg)  | Sinan Şamil Sam Turquía             | Mujtarjan Dildabekov · Kazajistán | Felix Diachuk · Rusia Paolo Vidoz · Italia               |

## Medallero
| Núm. | País            | Oro | Plata | Bronce | Total |
| ---- | --------------- | --- | ----- | ------ | ----- |
| 1    | Estados Unidos  | 4   | 0     | 0      | 4     |
| 2    | Cuba            | 2   | 3     | 0      | 5     |
| 3    | Rumania         | 2   | 1     | 4      | 7     |
| 4    | Uzbekistán      | 2   | 1     | 0      | 3     |
| 5    | Kazajistán      | 1   | 1     | 1      | 3     |
| 6    | Turquía         | 1   | 0     | 2      | 3     |
| 7    | Rusia           | 0   | 3     | 3      | 6     |
| 8    | Francia         | 0   | 2     | 1      | 3     |
| 9    | Argentina       | 0   | 1     | 0      | 1     |
| 10   | Alemania        | 0   | 0     | 2      | 2     |
| 10   | Italia          | 0   | 0     | 2      | 2     |
| 12   | Azerbaiyán      | 0   | 0     | 1      | 1     |
| 12   | Bielorrusia     | 0   | 0     | 1      | 1     |
| 12   | Bulgaria        | 0   | 0     | 1      | 1     |
| 12   | Canadá          | 0   | 0     | 1      | 1     |
| 12   | Gales           | 0   | 0     | 1      | 1     |
| 12   | Polonia         | 0   | 0     | 1      | 1     |
| 12   | República Checa | 0   | 0     | 1      | 1     |
| 12   | Tailandia       | 0   | 0     | 1      | 1     |
| 12   | Ucrania         | 0   | 0     | 1      | 1     |
|      | TOTAL           | 12  | 12    | 24     | 48    |